# Crocidophora
Crocidophora is een geslacht van vlinders uit de familie van de grasmotten (Crambidae). De wetenschappelijke naam van dit geslacht is voor het eerst voorgesteld door Julius Lederer in een publicatie uit 1863.

## Soorten
- C. acutangulalis (Swinhoe, 1894)
- C. amoenalis Snellen, 1890
- C. argentealis Hampson, 1893
- C. bicoloralis Swinhoe, 1906
- C. coloratalis Tams, 1927
- C. cuprotinctalis Caradja, 1932
- C. curvilinealis Hampson, 1899
- C. discolorata Swinhoe, 1894
- C. distinctalis Swinhoe, 1894
- C. elongalis Viette, 1978
- C. exstigmalis Hampson, 1903
- C. fasciata (Moore, 1888)
- C. flavofasciata (Moore, 1888)
- C. gensanalis Leech & South, 1901
- C. griseifusa Swinhoe, 1891
- C. lutusalis Snellen, 1890
- C. maevialis (Walker, 1859)
- C. nectariphila Strand, 1918
- C. pallidulalis (Swinhoe, 1894)
- C. pustuliferalis Lederer, 1863
- C. rufalis Hampson, 1893
- C. sepialis Caradja, 1927
- C. serratissimalis Zeller, 1872
- C. stenophilalis (Walker, 1866)
- C. tienmushana Caradja & Meyrick, 1935
- C. tuberculalis Lederer, 1863
- C. zonalis Caradja, 1925